# Platylabus duplificans
Platylabus duplificans är en stekelart som beskrevs av Heinrich 1962. Platylabus duplificans ingår i släktet Platylabus och familjen brokparasitsteklar. Inga underarter finns listade i Catalogue of Life.